# Zhang Yangyang
Zhang Yangyang (Siping, 20 februari 1989) is een voormalig Chinees roeister. Zhang was onderdeel van de Chinese dubbel-vier die in 2008 olympisch goud won, dit was de eerste olympische gouden medaille die door China bij het roeien werd behaald. Vier jaar later in Londen behaalde Zhang de vijfde plaats wederom in de dubbel-vier.

## Resultaten
- Wereldkampioenschappen roeien 2007 in München 5e in de vier-zonder
- Olympische Zomerspelen 2008 in Peking  in de dubbel-vier
- Olympische Zomerspelen 2012 in Londen 5e in de dubbel-vier

1988: Kerstin Förster & Kristina Mundt & Beate Schramm & Jana Sorgers ·
1992: Sybille Schmidt  &  Birgit Peter  & Kerstin Müller & Kristina Mundt·
1996: Katrin Rutschow & Jana Sorgers & Kerstin Köppen & Kathrin Boron·
2000: Manja Kowalski & Meike Evers & Manuela Lutze  & Kerstin Kowalski ·
2004: Kathrin Boron & Meike Evers & Manuela Lutze & Kerstin Kowalski ·
2008: Tang Bin & Xi Aihua & Jin Ziwei & Zhang Yangyang ·
2012: Kateryna Tarasenko & Natalija Dovhodko & Anastasija Kozjenkova & Jana Dementjeva·
2016: Annekatrin Thiele, Carina Bär, Julia Lier, Lisa Schmidla ·
2020: Chen Yunxia & Zhang Ling & Lü Yang & Cui Xiaotong ·
2024: Lauren Henry & Hannah Scott & Lola Anderson & Georgina Brayshaw